# Garcilaso de la Vega
Garcilaso de la Vega (kolem 1501 - 14. října 1536) byl španělský voják a básník. Ačkoli nebyl první nebo jediný, byl nejvlivnějším básníkem, který ve Španělsku představil italské renesanční veršové formy, poetické techniky a témata. Během jeho života byl dobře známý v básnických kruzích a jeho poezie je až do současnosti populární. Jeho básně posmrtně publikoval Juan Boscán v roce 1543, pak vyšly v několika komentovaných vydáních, z nichž první a nejznámější se objevilo v roce 1574.

## Život
Garcilaso se narodil ve španělském městě Toledo někdy mezi roky 1498 a 1503. Clavería Boscán uvádí, že se narodil v letech 1487 až 1492, a další zdroje tvrdí, že se narodil v roce 1501. Jeho otec Pedro Suárez de Figueroa byl šlechtic na královském dvoře Katolických veličenstev. Jméno matky bylo Sancha de Guzmán.
Garcilaso byl druhorozený syn, což znamenalo, že neobdržel mayorazgo (nárok) na majetek svého otce. V mládí však dostal rozsáhlé vzdělání, ovládal pět jazyků (španělský, řecký, latinský, italský a francouzský) a naučil se hrát na citeru, loutnu a harfu. Když jeho otec v roce 1509 zemřel, Garcilaso obdržel značné dědictví.

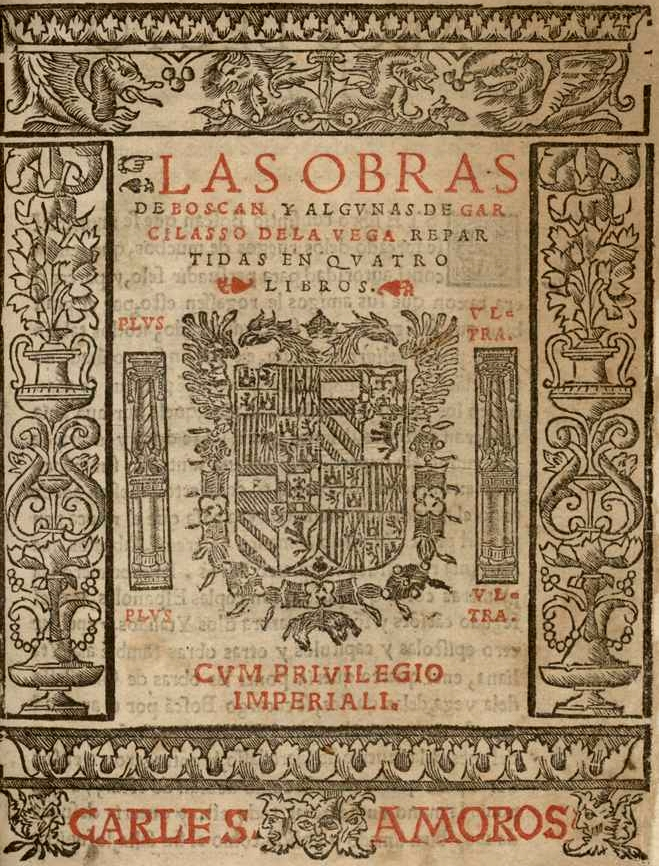
Titulní strana Děl Boscána a Garcilasa de la Vegy ve 4 knihách, 1543

Po ukončení školní docházky vstoupil do armády s nadějí, že se dostane do královské gardy. V roce 1520 byl jmenován continem (gardistou) Karla V. a r. 1523 jmenován členem Řádu svatojakubských rytířů.
V jeho životě bylo několik žen. Jeho první milenkou byla Guiomar Carrillová, se kterou měl dítě. Měl prý i další milenku jménem Isabel Freireová, dvorní dámu královny Isabely, což se však dnes považuje za nedoložené. V roce 1525 se Garcilaso oženil s Elenou de Zúñigovou, která sloužila jako dvorní dáma královy oblíbené sestry Leonory. Manželství bylo uzavřeno v Garcilasově rodném městě Toledu na jednom z rodinných statků. Básník měl šest dětí: Lorenzo byl nelegitimní dítě s Guiomar Carrillovou, dále to byli Garcilaso, Íñigo de Zúñiga, Pedro de Guzmán, Sancha a Francisco.
Garcilasovo vojenské povolání znamenalo, že se účastnil četných bitev a tažení vedených Karlem V. po celé Evropě. Jeho povinnosti ho zavedly do Itálie, Německa, Tuniska a Francie. V roce 1532 byl na krátkou dobu vyhoštěn na dunajský ostrov, kde byl hostem hraběte Györgyho Csesznekyho, soudce královského soudu v Győru. Později ve Francii vybojoval svou poslední bitvou. Král chtěl ovládnout Marseille a posléze celé Středozemní moře, ale tento cíl nebyl nikdy uskutečněn. Garcilaso de la Vega zemřel 14. října 1536 v Nice poté, co trpěl 25 dní zraněními utrpěnými v bitvě u Le Muy . Jeho tělo bylo poprvé pohřbeno v kostele sv. Dominika v Nice, ale o dva roky později jeho žena nechala tělo přenést do kostela San Pedro Martir v Toledu.

## Dílo
Garcilaso de la Vega je nejvíce známý pro svou tragickou milostnou poezii, která kontrastuje s hravou poezií jeho předchůdců. Zřejmě prošel třemi různými etapami života, které se odrážejí v jeho díle. Během svého španělského období napsal většinu svých osmslabičných básní; během italského nebo petrarkovského období psal převážně sonety a písně; a během neapolského nebo klasicistního období tvořil v klasičtějším stylu a psal elegie, dopisy, eklogy a ódy. Pod vlivem mnoha italských renesančních básníků Garcilaso upravil jedenáctislabičný verš pro španělský jazyk a použil ho ve svých sonetos (sonetech), většinou psaných ve 20. letech 16. století, během petrarkovského období. Zvýšení počtu slabik ve verši z osmi na jedenáct umožnilo větší flexibilitu. Kromě sonetos pomohl Garcilaso přenést do španělského jazyka i několik jiných druhů strof. Patří sem estancia, tvořená jedenáctislabičnými a sedmislabičnými verši; „lira“ tvořená třemi sedmislabičnými a dvěma jedenáctislabičnými; a endecasílabos sueltos, tvořená nerýmovanými jedenáctislabičnými.
Po celý život psal Garcilaso de la Vega básně v každém z těchto typů. Jeho dílo zahrnuje čtyřicet Sonetos (sonetů), pět Canciones (písní), osm Coplas (dvojverší), tři Églogas (eklogy), dvě Elegías (elegie) a Epístola a Boscan (Dopis Boscanovi). Jeho poezii charakterizují narážky na klasické řecko-latinské mýty a jejich postavy, velká muzikálnost, aliterace, rytmus a absence náboženství. Jeho práce ovlivnily většinu následujících španělských básníků včetně dalších významných autorů renesance, jako byli Jorge de Montemor, Luis de León, Jan od Kříže, Miguel de Cervantes, Lope de Vega, Luis de Góngora a Francisco Quevedo.